# 神戸体操
神戸体操（こうべたいそう）とは神戸市の教育機関が体育の授業において、生徒の心身を鍛えると共に集団において規律正しい動作を身に付けさせる事を目的として導入している音楽体操であった。正式名称は神戸市学校体操。
その運動量はラジオ体操の3倍ともいわれ、男女別、年齢別に異なった動作をすることが特徴。かつては神戸市内の多くの学校で使用されていたが、2009年時点の調査では大幅に減少している。
ラジオ体操の方がやりやすく有名であり知っている人が多く、その上男女が同じ動きであることが理由であるといえる。
2020年時点ではこの体操を取り入れた授業を行なっている神戸市内の学校は、極めて少ないと推測される(各学校HP参考)。

## 歴史
1951年5月制定。東京教育大学の本間茂雄（1904年 - 1974年、1932年ロサンゼルスオリンピックの体操競技に出場）が中心に考案された。
1965年改定（改定時期は1966年とする記事もある）。このとき「小学校1・2年生用」「小学校3〜6年生用」「中学校男女用」「高校男女用」の4種類の体操が制作された。1966年〜1967年には市内全校に伴奏音楽のレコードと図解冊子を配布し体育の授業にも導入された。
当時の原口忠次郎市長が中心に制作されたともいわれるが、市長が関与したのは「神戸市民体操」であり、「神戸体操（神戸市学校体操）」は神戸市教育委員会が中心に制作されたという。